# Lobelville
Lobelville é uma cidade localizada no estado norte-americano de Tennessee, no Condado de Perry.

## Demografia
Segundo o censo norte-americano de 2000, a sua população era de 915 habitantes.
Em 2006, foi estimada uma população de 919, um aumento de 4 (0.4%).

## Geografia
De acordo com o United States Census Bureau tem uma área de
10,2 km², dos quais 10,2 km² cobertos por terra e 0,0 km² cobertos por água.

## Localidades na vizinhança
O diagrama seguinte representa as localidades num raio de 36 km ao redor de Lobelville.